# Lorenzo Patta
Lorenzo Patta (født 23. maj 2000) er en italiensk atlet.
Han repræsenterede Italien under sommer-OL 2020 i Tokyo m, hvor han vandt guld på 100 meter stafet.